# Бармаши
Бармаши — деревня в Унинском районе Кировской области.

## География
Располагается на расстоянии примерно 17 км по прямой на юго-запад от райцентра поселка Уни.

## История
Была известна с 1873 года как деревня Бармашевская, где было отмечено дворов 32 и жителей 275, в 1905 79 и 432, в 1926 (уже Бармаши) 95 и 454, в 1950 66 и 243, в 1989 году проживал 31 человек . До 2021 года входило в состав Порезского сельского поселения до его упразднения.

## Население
Постоянное население  составляло 8 человека (русские 100%) в 2002 году, 2 в 2010.